# Борівська Південна
Борівська Південна — залізничний зупинний пункт Харківської дирекції Південної залізниці, що знаходиться на краю села Борова Зміївського району Харківської області. Поїзди далекого прямування на платформі Боровська Південна не зупиняються.

## Загальна інформація

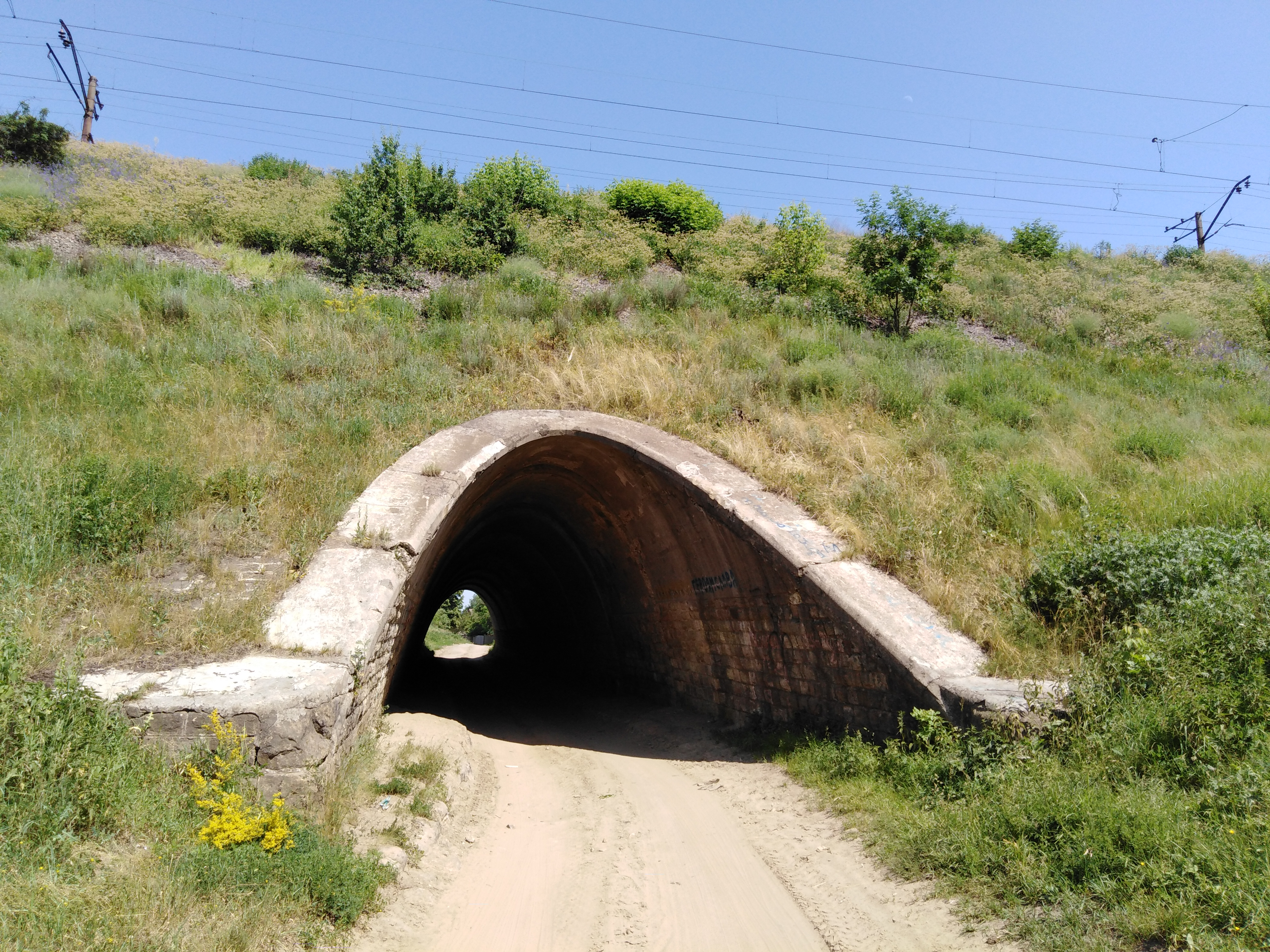
Тунель під залізничним насипом на перегоні між зупинними пунктами Борівська Південна та Васищеве. Тунель розташовано на виїзді з села Гусина Поляна

Станція має дві низьких платформи, по одній на кожну колію. Квиткових кас не має. Перекриття немає.

## Пасажирське сполучення
Парні і непарні колії перегону Основа — Жихор.

## Потяги
Ділянка Основа — Зміїв обслуговується виключно електропоїздами ЕР2, ЕР2Р, ЕР2Т депо Харків. У парному напрямку потяги йдуть до станцій Харків-Пасажирський, Харків-Левада, у непарному — до станцій  Зміїв, Шебелинка, Балаклія, Савинці, Ізюм.